# スタンサーブ
スタンサーブ（Stansaab AS）は1971年にスウェーデン、ストックホルム郊外のバルカビイ（Barkarby）で設立されたスタンダルド・ラジオ・オック・テレフォーン株式会社（Standard Radio & Telefon AB、SRT）、自動車及び航空機製造業者サーブ＝スカニア社（Saab Scania）と国有のスウェーデン開発社（Swedish Development Company）のジョイントベンチャー企業である。スタンサーブ社は商用と航空業務分野でのリアルタイムのデータ処理に焦点を当てていた。
1972年にスタンサーブ社はファシット社のデータ端末部門を傘下に収めた。

1978年にスタンサーブ社はサーブ社のデータ・サーブ部門と統合されデータサーブ社となった。
1981年にエリクソン社は電気通信分野の成長率がIT分野よりも低いと判断し、データサーブ社を傘下に収めて自社の2部門と統合してエリクソン・インフォメーション・システムズ社（Ericsson Information Systems、EIS）を設立した。
スタンサーブ社の最も成功した製品の一つはデータ端末のアルファスコープ製品であった。